# Distrito electoral de North Palmyra (condado de Otoe, Nebraska)
North Palmyra (en inglés: North Palmyra Precinct) es un distrito electoral ubicado en el condado de Otoe en el estado estadounidense de Nebraska. En el Censo de 2010 tenía una población de 1247 habitantes y una densidad poblacional de 13,32 personas por km².

## Geografía
North Palmyra se encuentra ubicado en las coordenadas 40°44′00″N 96°24′55″O / 40.73333, -96.41528. Según la Oficina del Censo de los Estados Unidos, North Palmyra tiene una superficie total de 93.63 km², de la cual 93.56 km² corresponden a tierra firme y (0.07%) 0.07 km² es agua.

## Demografía
Según el censo de 2010, había 1247 personas residiendo en North Palmyra. La densidad de población era de 13,32 hab./km². De los 1247 habitantes, North Palmyra estaba compuesto por el 96.47% blancos, el 0.8% eran afroamericanos, el 0% eran amerindios, el 0.48% eran asiáticos, el 0% eran isleños del Pacífico, el 0.4% eran de otras razas y el 1.84% pertenecían a dos o más razas. Del total de la población el 1.28% eran hispanos o latinos de cualquier raza.